# Мжаванадзе Василь Павлович
Василь Павлович Мжаванадзе (груз. ვასილი მჟავანაძე, * 7(20) вересня 1902, Кутаїсі, Російська імперія — 31 серпня 1988, Москва, РРФСР, СРСР) — грузинський радянський компартійний та військовий діяч, 1-й секретар ЦК КП Грузії, депутат Верховної Ради СРСР 4—8-го скликань, депутат Верховної Ради УРСР 2—3-го скликань, депутат Верховної Ради Грузинської РСР. Член ЦК КПРС у 1956—1975 роках. Кандидат у члени Президії (Політбюро) ЦК КПРС 29 червня 1957 — 18 грудня 1972 року. Член ЦК КП(б)У в 1949—1954 роках. Член Організаційного Бюро ЦК КП(б)У 15 квітня 1950 — 23 вересня 1952 року. Герой Соціалістичної Праці (21.09.1962)

## Життєпис
Народився в родині робітників. Трудову діяльність розпочав 1915 року на підприємствах міста Хоні, працював робітником на шкіряному заводі.
З 1924 року служив у Червоній армії. У 1924—1927 роках — курсант Грузинської об'єднаної військової школи (Грузинського військового училища). У 1924 році вступив до комсомолу.
Член ВКП(б) з 1927 року.
У 1927—1929 роках — командир взводу. У 1930 році закінчив військово-політичні курси в Тифлісі і був призначений політичним керівником роти.
З 1931 по 1933 рік перебував на партійно-політичній роботі у РСЧА: секретар партійного бюро роти, відповідальний секретар партійного бюро полку, інструктор політичного відділу дивізії. З 1933 по 1937 рік навчався в Ленінградській військово-політичній академії імені В. І. Леніна.
Після закінчення академії служить військовим комісаром стрілецького полку, комісаром стрілецької дивізії та армії. У 1939—1940 роках — учасник радянсько-фінської війни, начальник політичного відділу армії, військовий комісар штабу армії на Петрозаводському напрямку.
З 1940 по березень 1941 року — начальник політуправління Прибалтійського особливого військового округу. З березня 1941 року — військовий комісар 16-ї стрілецької дивізії Прибалтійського особливого військового округу. З літа 1941 — начальник політичного відділу 16-ї стрілецької дивізії. З серпня 1941 року — військовий комісар 118-ї стрілецької дивізії Ленінградського фронту.
З листопада 1941 року — начальник політичного відділу — член Військової ради Приморської оперативної групи військ Ленінградського фронту. У грудні 1942 — квітні 1944 — член Військової ради 42-ї армії Ленінградського і 3-го Прибалтійського фронтів. У квітні — червні 1944 — член Військової ради 2-ї ударної армії Ленінградського фронту. У червні 1944 — жовтні 1945 року — член Військової ради 21-ї армії Ленінградського, 3-го Білоруського та 1-го Українського фронтів.
У жовтні 1945 — травні 1946 — член Військової Ради Харківського військового округу. У січні 1947 — липні 1950 — член Військової Ради Київського військового округу. У липні 1950 — вересні 1953 — член Військової Ради Прикарпатського військового округу.
З 20 вересня 1953 до 29 вересня 1972 року обіймав посаду першого секретаря ЦК КП Грузії, член Бюро ЦК КП Грузії. З 7 лютого 1962 до 27 жовтня 1964 року був членом Закавказького Бюро ЦК КПРС. Часто використовував фразу «Республіка працює як годинник».
З вересня 1972 року — персональний пенсіонер союзного значення. Проживав у підмосковному дачному селищі Жуковка.
Помер 31 серпня 1988 року в Москві. Похований в пантеоні Сабуртало в Тбілісі.

## Військові звання
- полковий комісар
- бригадний комісар
- генерал-майор (6.12.1942)
- генерал-лейтенант (22.06.1944)

## Звання та нагороди
- Герой Соціалістичної Праці (21.09.1962)
- три ордени Леніна (15.11.1950, 21.09.1962, 2.12.1971)
- орден Жовтневої Революції (22.09.1972)
- три ордени Червоного Прапора (9.05.1940, 10.02.1943, 3.11.1944)
- орден Суворова ІІ ст. (6.04.1945)
- орден Кутузова І ст. (22.06.1944)
- орден Кутузова ІІ ст. (21.02.1944)
- орден Вітчизняної війни І ст. (11.03.1985)
- медалі